# Alaskaströmmen

Alaskaströmmen, markerad i röd färg.

Alaskaströmmen (engelska: Alaska Current) är en nordlig gren av den tämligen varma Norra stillahavsströmmens fortsättning längs den amerikanska kusten. Strömmen svänger norrut in i Alaskagolfen och följer sedan vidare kusten västerut. Vid sunden mellan Aleuterna tränger den in i Berings hav. Strömmens vatten karakteriseras av temperaturer över 4 °C samt en salthalt vid ytan lägre än 32,6 promille.